# HKS Szopienice
HKS Szopienice − klub sportowy z Katowic z siedzibą przy ul. 11 Listopada 5.

## Stadion
- nazwa: MOSiR
- pojemność - 1000 miejsc
- oświetlenie - 1000 luksów
- boisko - 103 m x 67 m

## Właściciel
Właścicielem klubu jest Huta Metali Nieżelaznych w dzielnicy Szopienice-Burowiec.
Trenerem sekcji podnoszenia ciężarów jest Dionizy Rutkowski.

## Sekcje sportowe
- Podnoszenie ciężarów - medale mistrzostw świata, europy i polski.

Najlepsi zawodnicy: mistrz świata i medalista olimpijski Marek Seweryn, Leszek Skorupa - wicemistrz świata i Europy oraz Czesław Białas.
- Piłka nożna

Najlepsi zawodnicy: Mirosław Sznaucner